# پارک یونگ وون
پارک یونگ وون (کره‌ای: 박영운؛ زادهٔ ۱۸ ژانویه ۱۹۹۰) بازیگر اهل کره جنوبی است.

## فیلم‌شناسی

### فیلم
| سال  | عنوان                       | نقش       | منابع |
| ---- | --------------------------- | --------- | ----- |
| ۲۰۱۰ | با من باش                   | یونگ سانگ | [ ۱ ] |
| ۲۰۲۲ | قاتل: دختری که لایق مرگ است | Unknown   | [ ۲ ] |

### مجموعه تلویزیونی
| سال       | عنوان             | نقش          | توضیحات                 | منابع |
| --------- | ----------------- | ------------ | ----------------------- | ----- |
| ۲۰۱۷      | پادشاه عاشق       | مو سوک       |                         | [ ۳ ] |
| ۲۰۲۲      | نامه طرفداری لطفاً | چوی شیل جانگ |                         | [ ۱ ] |
| ۲۰۲۲      | شگفت‌انگیز         | پارک مان     | حضور افتخاری (قسمت ۷–۸) | [ ۱ ] |
| ۲۰۲۳      | آژانس             | پرنس سی‌ام    | حضور افتخاری (قسمت ۱)   | [ ۱ ] |
| ۲۰۲۳–۲۰۲۴ | ازدواج سوم        | وانگ جی هون  |                         | [ ۴ ] |

### مجموعه اینترنتی
| سال       | عنوان                          | نقش        | منابع |
| --------- | ------------------------------ | ---------- | ----- |
| ۲۰۲۲      | دوست‌دختر بد                    | یون ته اوه | [ ۵ ] |
| ۲۰۲۲–۲۰۲۳ | کارگردانی که برای من شام می‌خرد | مین یو دام | [ ۶ ] |